# Pedicularis sherriffii
Pedicularis sherriffii är en snyltrotsväxtart som beskrevs av Tsoong. Pedicularis sherriffii ingår i släktet spiror, och familjen snyltrotsväxter. Inga underarter finns listade i Catalogue of Life.